# Dürer Verseny
A Dürer Verseny egy egyetemisták által szervezett, 2007 óta évente megrendezésre kerülő természettudományos csapatverseny, amely nevét Albrecht Dürer után kapta.

## Történet

### 2007-2008
Az első versenyt 2007 őszén a miskolci Földes Ferenc Gimnázium végzős diákjai indítottak el. Ekkor a versenyen Miskolc és környéke 7-12. osztályos tehetséges diákjai matematikából mérhették össze tudásukat. Az első döntő 2008. február 17. és 19. között volt a Földes Ferenc Gimnáziumban.

### 2008-2009
A második versenyen már Borsod-Abaúj-Zemplén, Heves és Szabolcs-Szatmár-Bereg megye diákjai is részt vehettek. Ebben az évben alakult meg az Albrecht Dürer Pro Mathematica Alapítvány a verseny pénzügyi támogatására, emellett az ELTE matematika és fizika szakos hallgatói közül többen is a verseny szervezőivé váltak.

### 2009-2010
A harmadik versenyre már az egész ország területéről érkezhettek a csapatok, ekkor volt a először határon túli csapat is résztvevők között. Ebben az évben nyílik először lehetősége a 11-12.-es diákoknak, hogy fizikából mérjék össze tudásukat.

### 2011-2012
Az ötödik versenyen ismételten új kategóriában, kémiában is indulhattak már a csapatok a versenyen. Szintén ettől az évtől kezdve már az 5-6. osztályos tanulók is indulhatnak matematikából. Ekkor döntöttek úgy a szervezők, hogy a felső tagozatosok számára regionális versenyt, míg a 9-12.-esek számára pedig rangos országos színvonalú versenyt szerveznek.

### 2015-2016
A kilencedik versenyen új kategóriák kerültek bevezetésre, hogy a rutinosabb versenyzők külön, egymás ellen mérhessék össze tudásukat. Így a kevésbé rutinosaknak is van esélyük a győzelemre, mindenki egyaránt pozitív élményekkel gazdagodhat.

## A döntőkről
A KisDürer döntő minden évben januárban kerül megrendezésre Miskolcon a Földes Ferenc Gimnáziumban. A verseny péntek reggel a csapatok regisztrációjával kezdődik, majd 2 óra áll a csapatok rendelkezésére egy 6 feladatból álló feladatsor megoldásához. Az első 5 feladatot írásban kell kifejteniük, azonban a 6. feladat eltér a versenyeken megszokottaktól, egy stratégiai játékban kell a csapattagoknak legyőzniük a szervezőket. Szombat délelőtt kerül sor az úgynevezett relay-re, váltóversenyre. Ezt a fele-sem igaz játék, valamint a licit követi. A döntő szombat délután az eredményhirdetéssel zárul.
A Dürer döntő február elején kerül megrendezésre Miskolcon a Földes Ferenc Gimnáziumban. A verseny péntek reggel a csapatok regisztrációjával kezdődik, majd 3 óra áll a csapatok rendelkezésére egy 6 feladatból álló feladatsor megoldásához. Az első 5 feladatot írásban kell kifejteniük, azonban a 6. feladat eltér a versenyeken megszokottaktól, egy stratégiai játékban kell a csapattagoknak legyőzniük a szervezőket. Szombat délelőtt kerül sor az úgynevezett relay-re, váltóversenyre. A fizikából és kémiából indulóknak egy kicsit eltér a verseny felépítése. A fizikásoknak pénteken egy 3-5 elméleti feladatot kell megoldaniuk, szombaton pedig egy mérési feladatot kell végrehajtaniuk. A kémiából indulóknak annyiban tér el a verseny felépítése a matematikából indulóéktól, hogy a pénteki feladatsorban nekik a 6. feladat egy kísérlet bemutatása a szervezőknek. Az eredményhirdetés vasárnap délelőtt van. A fennmaradó időben pedig számos különböző programon vehetnek részt a versenyzők: előadások, társasjátékozás, akadályverseny és még sok más. A korábbi évek eredményei, feladatsorai, képei, előadásainak anyagai itt érhetőek el.

### A Dürer Dollár (Đ)
A verseny „hivatalos fizetőeszköze” a Dürer dollár (Đ). A fakultatív programokon való részvétellel és bizonyos feladatok teljesítésével jutalomként Dürer dollárt lehet szerezni. A Dürer dollár 1, 5 és 10 dolláros címletekben érhető el. Ezeket szombat délután egy aukción (Licit) lehet felhasználni. Az aukció után fennmaradó Dürer dollárokat a Licitboltban is el lehet költeni, ahol változó árfolyamok mellett kisebb ajándékok vásárolhatók. A programokon való részvételért jellemzően 1-5 dollár jár, és kiemelten sok dollár szerezhető az Akadályversenyen, a Kvízen és a Teaházban.

### Korábbi évek előadásai
| Év   | Előadó                                                                        | Előadás címe                                                                   |
| ---- | ----------------------------------------------------------------------------- | ------------------------------------------------------------------------------ |
| 2008 | Farkas Ádám (az ELTE TTK Fizikus szakos hallgatója)                           | Érdekes kémiai kísérletek                                                      |
| 2009 | Paksa Rudolf (az ELTE BTK doktorandusz hallgatója)                            | Albrecht Dürer élete és munkássága                                             |
| 2009 | Nagy Péter (az ELTE TTK Vegyész szakos hallgatója) és Farkas Ádám             | Érdekes kémiai kísérletek                                                      |
| 2009 | Pozsgai Balázs                                                                | Zsonglőrködés és annak matematikai háttere                                     |
| 2010 | Bacsó András (az ELTE TTK Vegyész szakos hallgatója) és Nagy Péter            | Érdekes kémiai kísérletek                                                      |
| 2010 | Hujter Mihály (a BME TTK oktatója)                                            | Albrecht Dürer matematikai munkássága                                          |
| 2011 | Honti Szabolcs (a miskolci Herman Ottó Múzeum munkatársa)                     | Bükkábrányi ősfák                                                              |
| 2011 | Várkonyi Péter (a BME oktatója)                                               | Gömböc                                                                         |
| 2011 | Bacsó András és Nagy Péter                                                    | Érdekes kémiai kísérletek                                                      |
| 2012 | Ferdinándy Bence (az ELTE TTK Fizikus szakos hallgatója)                      | Fotoszintézis                                                                  |
| 2012 | Tóth Pál (Fizibusz munkatársa)                                                | Érdekes fizikai kísérletek                                                     |
| 2012 | Májusi Gábor és Pacsai Bálint (az ELTE TTK Vegyész szakos hallgatói)          | Érdekes kémiai kísérletek                                                      |
| 2013 | Szemerédi Endre (2012-ben Abel-díjjal kitüntetett matematikus, akadémikus)    | Erdős Pál néhány problémájáról                                                 |
| 2013 | Dávid Gyula (az ELTE TTK adjunktusa)                                          | A Higgs-bozon                                                                  |
| 2013 | Butykai Ádám (BME TTK doktorandusza)                                          | Fizikai módszerek biológiában                                                  |
| 2013 | Surányi László (a Fazekas Mihály Gimnázium tanára)                            | Hogyan foglalkozzunk tehetséges gyerekekkel? (előadás a felkészítő tanároknak) |
| 2013 | ELTE TTK Kémia szakos hallgatói (Böőr Katalin vezetésével)                    | Érdekes kémiai kísérletek                                                      |
| 2014 | Surányi László                                                                | Bolyai János geometriájáról                                                    |
| 2014 | Kovácsné Dr. Nagy Emese (egyetemi docens; a hejőkeresztúri iskola igazgatója) | Új utak a tehetséggondozásban (előadás a felkészítő tanároknak)                |
| 2014 | Danka Miklós (A Palantir Technologies Forward Deployed Engineer-je)           | Kiberháború: átverések és csalások                                             |
| 2014 | Lihi Norbert (Debreceni Egyetem Szervetlen és Analitikai Kémiai Tanszék)      | Érdekes kémiai kísérletek                                                      |
| 2014 | Farkas Ádám (az ELTE TTK Fizika szakos doktorandusza)                         | Radioaktivitás és alkalmazásai                                                 |
| 2015 | Farkas Ádám                                                                   | Ismerkedés a komplex számokkal                                                 |
| 2015 | Varga József                                                                  | Zsonglőr bemutató, és tanulás                                                  |
| 2015 | Serfőző Lőrinc                                                                | Analóg szintetizátorok & digitális zene                                        |
| 2015 | Hujter Bálint, Szűcs Gábor                                                    | Válogatás a Dürer Verseny feladataiból                                         |
| 2015 | Geleji Bori                                                                   | A boltívek állékonysága - elődeink módszerével                                 |
| 2015 | Hujter Bálint                                                                 | Dürer és a matematika                                                          |
| 2015 | Härtlein Károly                                                               | Érdekes fizikai kísérletek                                                     |

## Célkitűzések[2]
- A tehetséggondozás hagyományainak ápolása és továbbvitele.
- Érdeklődés felkeltése szép és izgalmas kihívásokkal.
- Hasznos tudás és készségek átadása a résztvevők számára, kamatoztatható értékek átadása, csapatmunka és kooperációs képességek fejlesztése
- Minél szélesebb körű részvétel biztosítása, új diákok megszólítása, akik egyébként nem rendszeres résztvevői a tanulmányi versenyeknek.
- Közösségépítés a résztvevők, pedagógusok és szervezők között.
- Önkéntes alapon történő szervezés, tapasztalatszerzési lehetőséggel.
- A részvétel anyagi akadályainak csökkentése.

## Néhány dolog, amiből merítettek a szervezők
- Pósa Lajos matektáborának "kis csokiszerző nagy csapatjátéka"
- Kavics Kupa
- A Nemzetközi Matematikai Diákolimpiára való brit-magyar közös felkészítőtáborban Geoff Smith által szervezett relay
- Medve vetélkedő

## Versenyszabályzat
Egy induló csapatnak az alábbi két feltételt kell teljesítenie:
- Legyen lány és fiú is a csapatban!
- Legyen legalább egy tanuló az alacsonyabb évfolyamról!

A verseny két fordulóból áll, az első, helyi forduló minden évben ősszel kerül megrendezésre, ahonnan kategóriánként a legjobb 8-10 csapat jut a döntőbe.
A versenyen összesen 6 kategóriában lehet indulni.
Matematikából:
- A kategória - 5-6. osztályos tanulók
- B kategória - 7-8. osztályos tanulók
- C kategória - 9-10. osztályos tanulók
- D kategória - 9-10. osztályos tanulók, rutinosabb versenyzők, 11-12. osztályos tanulók
- E kategória - 9-12. osztályos tanulók, rutinos versenyzők
- E+ kategória - 9-12. osztályos tanulók, rutinosabb versenyzők

Fizikából:
- F kategória - 10-12. osztályos tanulók
- F+ kategória - 10-12. osztályos tanulók, rutinosabb versenyzők, a verseny egyetlen kategóriája, ahol nem érvényes a "vegyesszabály"

Kémiából:
- K kategória - 9-12. osztályos tanulók
- K+ kategória - 9-12. osztályos tanulók
- L kategória - 9-12. osztályos tanulók, laborban rutinosabb versenyzők

A részletes versenyszabályzat: itt található, a Versenykiírás fül alatt.

## Forrás, további információ
- A verseny hivatalos honlapja
- http://tehetseg.hu/aktualis/durer-verseny-nem-csak-kockaknak